# 고아 다만 디우
고아 다만 디우(Goa, Daman and Diu)는 1961년 고아 병합 이후 인도가 1961년에 병합한 포르투갈령 인도 지역에 설치한 행정구역이다. 1987년에 고아를 주로 승격시키고 잔여지를 다만 디우로 개편하면서 폐지되었다.